# Paraskeví (ort i Grekland)
Paraskeví är en ort i Grekland.   Den ligger i prefekturen Nomós Grevenón och regionen Västra Makedonien, i den centrala delen av landet, 270 km nordväst om huvudstaden Aten. Paraskeví ligger 784 meter över havet och antalet invånare är 205.
Terrängen runt Paraskeví är huvudsakligen kuperad, men norrut är den bergig. Terrängen runt Paraskeví sluttar västerut. Runt Paraskeví är det glesbefolkat, med 9 invånare per kvadratkilometer. Närmaste större samhälle är Deskáti, 3,1 km öster om Paraskeví. Trakten runt Paraskeví består till största delen av jordbruksmark.